# Giuseppe Acerbi

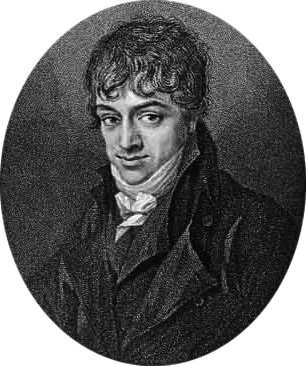
Giuseppe Acerbi

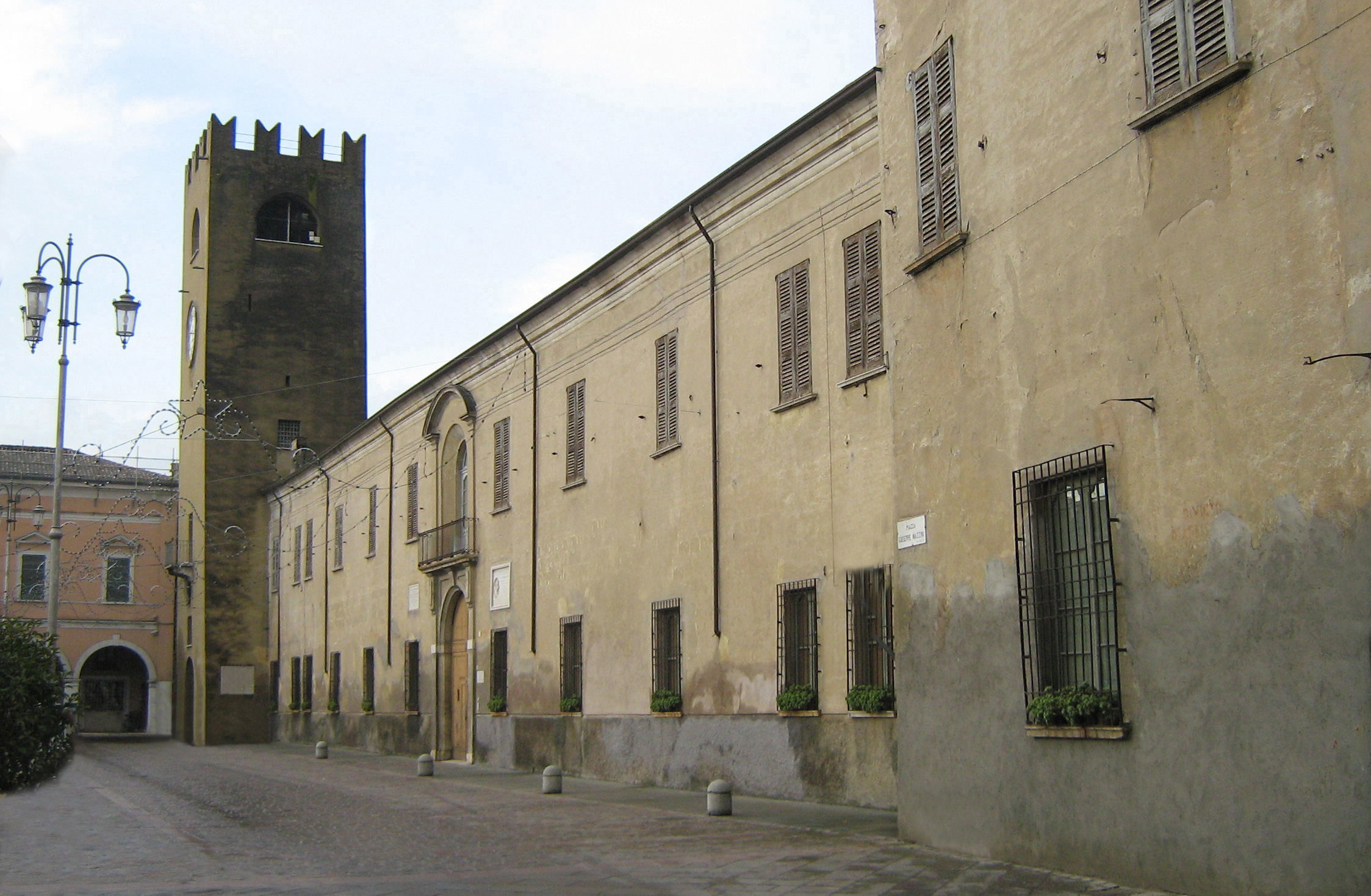
Palazzo Gonzaga-Acerbi: Wohnort von Giuseppe Acerbi in Castel Goffredo

Giuseppe Acerbi (* 3. Mai 1773 in Castel Goffredo bei Mantua; † 25. August 1846 ebenda) war ein italienischer Reisender, Naturforscher und Diplomat. Er war ein versierter Amateurmusiker und Komponist, von dem diverse Kompositionen überliefert sind.

## Leben und Wirken

### Jugend und Studium
Giuseppe Acerbi entstammte einer kulturell einflussreichen Familie im ehemaligen Herzogtum Mantua, das mit dem Herzogtum Mailand vereinigt damals zum Österreich gehörte. Er erhielt eine umfangreiche Erziehung im Geist der Aufklärung und studierte später bei Saverio Bettinelli (1718–1808). Nach einem Jurastudium an der Universität Mantua und schloss er dieses 1796 mit einer Promotion an der Universität Pavia ab. Früh widmete er sich der Musik. Er war ein versierter Klarinettist und komponierte Lieder und Kammermusik.

### Reise nach Skandinavien

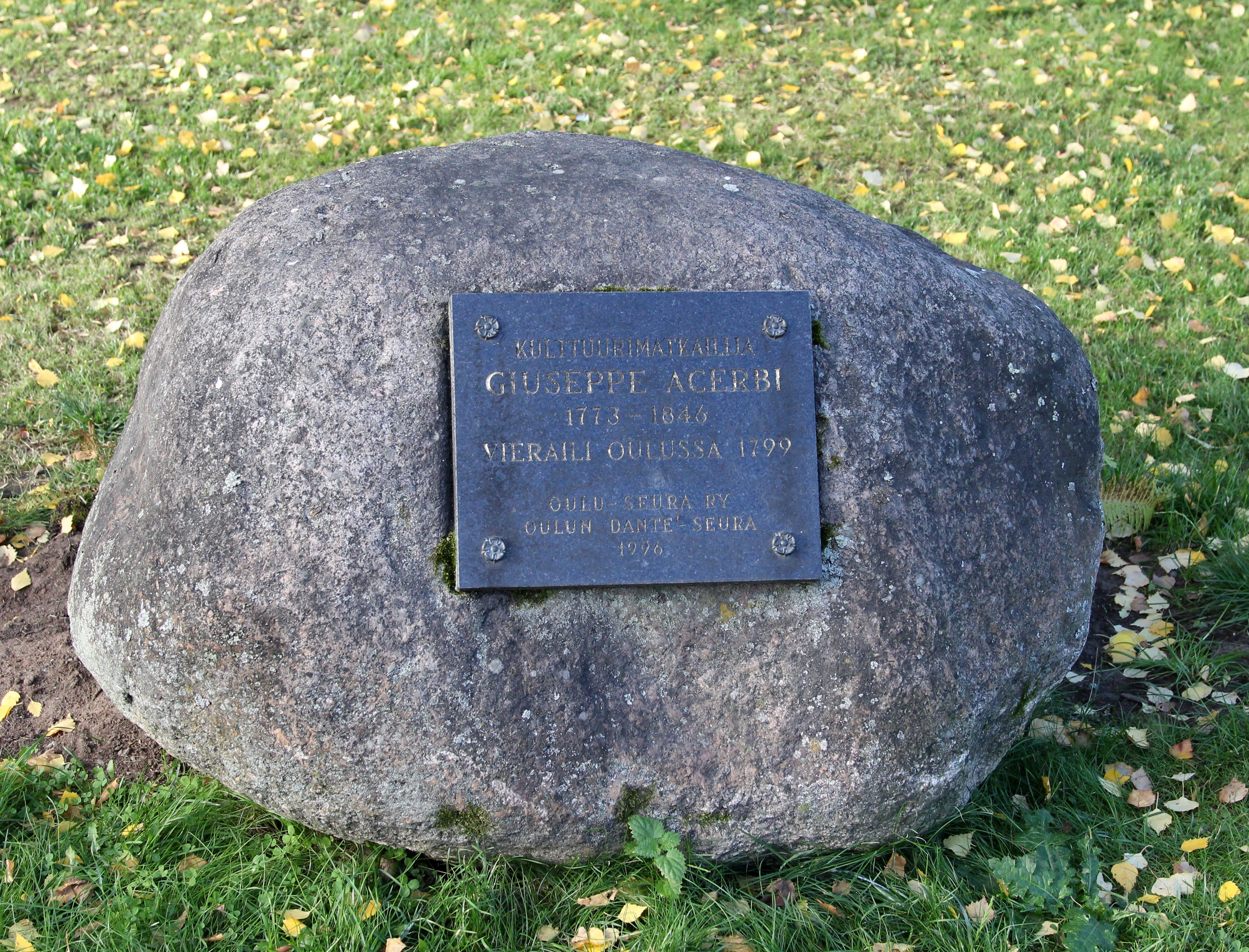
Gedenkplakette an Giuseppe Acerbi in Oulu

Mit dem Bankier Bernardo Bellotti aus Brescia unternahm er 1798 eine Reise nach Skandinavien. Zuerst reisten sie über Wien durch Deutschland. Hier lernte er Friedrich Gottlieb Klopstock kennen. Am 19. September 1798 kamen sie in Stockholm an und blieben dort bis März 1799. Er war dank seiner Musikalität ein gefragter Gast bei den örtlichen Abendgesellschaften und lernte so unter anderem den Nils Cronstedt (1753–1835) und Anders Fredrik Skjöldebrand (1757–1834) kennen, die von den Reiseplänen der Italiener begeistert waren und sie dann auch begleiteten. Am 18. März reisten sie von Stockholm ab über Turku nach Oulu. Von dort ging es über Kemi und die Flüsse Torne älv und Muonio älv nach Lappland. Über Kautokeino und Alta erreichten sie am 19. Juli das Nordkap. Die Rückreise führte sie wieder auf ungefähr demselben Weg nach Oulu, von wo sie ein Schiff nach Stockholm nahmen, dass sie wieder am 20. September 1799 erreichten.
Er war der erste Italiener, der auf dem Landweg bis zum Nordkap vordrang; eine beachtliche Leistung auf einer Route, die bis dahin im Sommer als unpassierbar galt. „Als Italiener interessierten ihn besonders die durch das nördliche Klima geprägten Eigenheiten der skandinavischen Länder und die Lebensweise der Bevölkerung, vor allem der Samen. Seine Reisebeschreibung enthält eine Fülle von Informationen zur Landeskunde von Schweden, Finnland und Lappland, eine Beschreibung von Stockholm, Kapitel zur schwedischen Kultur und Wirtschaft sowie eine ethnographische Beschreibung der Samen und Finnen. Die deutsche Übersetzung ist leicht gekürzt und mit einem Anhang versehen. Die Originalausgabe erschien 1802 in Englisch, eine italienische Ausgabe kam erst später heraus …“ (Katalog der Eutiner Landesbibliothek, Bd. I, Nr. 0006). Leopold von Buch schrieb hierzu im Vorwort seines Werks Reise durch Norwegen und Lappland: „Ehe Skiöldebrands und Acerbis Reisen nach dem Nordkap erschienen, hatten wir nur sehr unvollkommene Begriffe, wie, im Norden von Torneo, eine Verbindung zwischen dem Schwedischen und dem Norwegischen Lappland möglich sey.“
Am 16. November 1799 wurde er zum Mitglied der Königlich Schwedischen Musikakademie gewählt. Im selben Jahr wurde L’Invocazione del sole alla mezza notte in Lapponia für ”Tre dilettanti di Musica quivi viaggiatori” veröffentlicht. Wahrscheinlich wurde das Stück in Oulu aufgeführt, wo Acerbi und Skjöldebrand auf der Violine unter anderem vom dort wohnhaften Komponisten Erik Tulindberg unterstützt wurden.

### Rückreise mit Aufenthalt in England und in Paris
Im April 1800 reiste er mit Bellotti über Norwegen, Dänemark und Hamburg nach England. Hier verfasste er und veröffentlichte er die englische Originalausgabe seines Reiseberichtes. Die deutsche Fassung erschien in einer Übersetzung von Christoph Martin Wieland 1803. Danach ging es nach Paris. Hier trat Acerbi in die italienische Gesandtschaft der italienischen Republik unter Ferdinando Marescalchi (1754–1816) ein und arbeitete an der französischen Fassung seines Reiseberichtes, der erst viel später in italienischer Sprache erschien. Während des Aufenthaltes in Paris beschwerte sich die schwedische Regierung jedoch über anti-schwedische Passagen in seinem Reisebericht. Obwohl als Diplomat akkreditiert führte dies zu Durchsuchungen und Beschlagnahmung von Dokumenten. Es mündete sogar in seiner Verhaftung.

### Rückkehr nach Italien und Zeit als österreichischer Diplomat

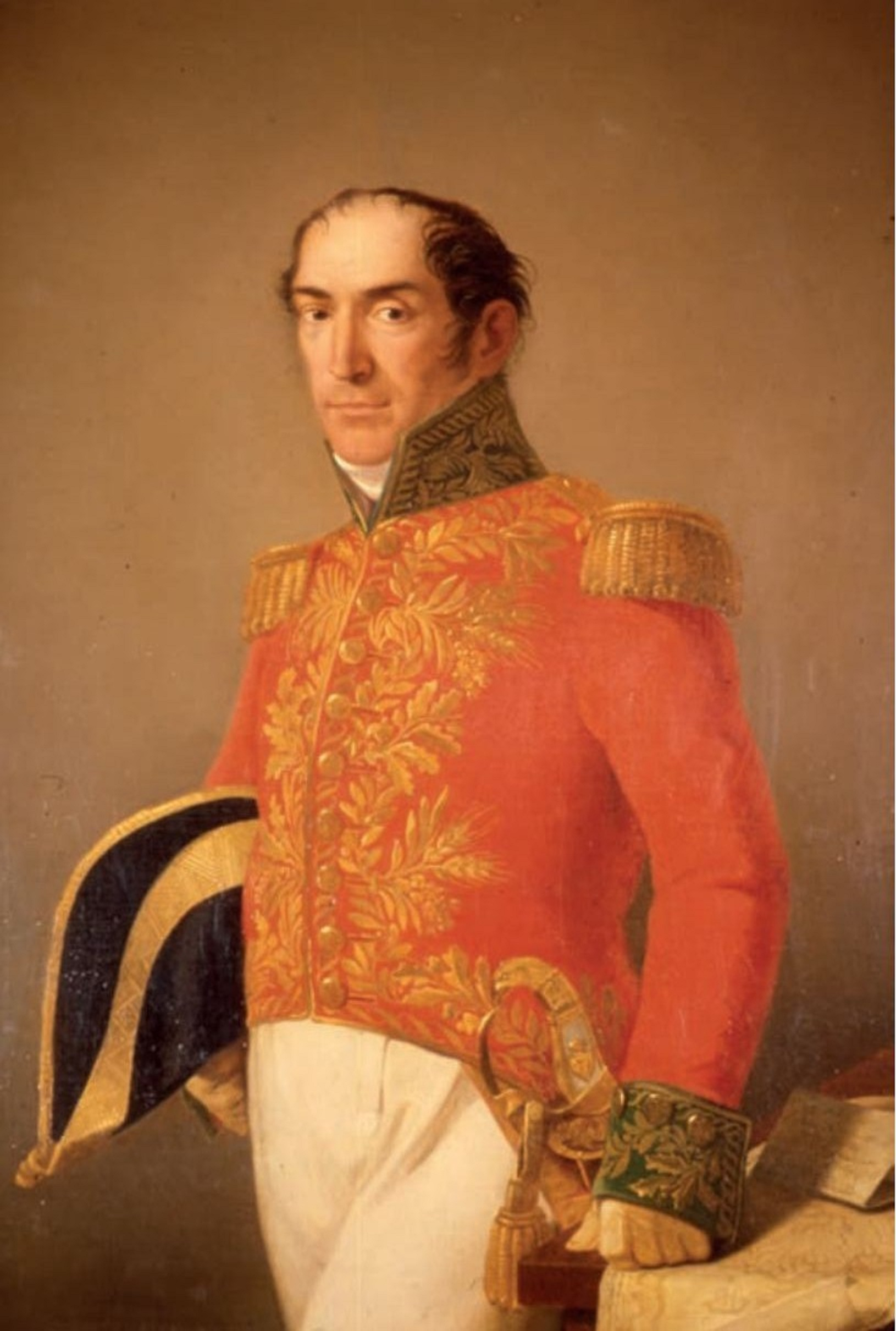
Giuseppe Acerbi

Nach dieser Affäre kehrte er auf sein Familiengut nach Castel Goffredo bei Mantua zurück und lebte hier bis zur Auflösung des Königreichs Italien. Nach einem Aufenthalt in Wien, wo er seine diplomatische Laufbahn fortsetzte wurde er österreichischer Konsul in Lissabon. 1816 bis 1826 war er Begründer und Direktor der Zeitschrift Biblioteca Italiana.
Von 1825 bis 1834 war er in österreichischer Konsul in Ägypten mit Amtssitz in Alexandria. Hier war er Sammler von Naturalien und Altertümern. Einen Großteil seiner Sammlung schenkte er der Universität Padua. Auch in die Museen in Mailand, Pavia und Wien wurden Stücke seiner Sammlung aufgenommen. 1828 bis 1829 begleitete er die archäologische Expedition Ippolito Rossellinis (1800–1843) und Jean-François Champollions nach Oberägypten. Auf dieser Reise erwarb er archäologische Funde, die heute im Palazzo del Te, Mantua, zu besichtigen sind. Mehrere Aufsätze über diese Reise erschienen in der Bibliotheca italiana.
Nach seiner Abberufung 1834 war er Berater der Regierung in Venedig. 1836 zog er sich wieder auf sein Gut La Palazzina bei Castel Goffredo zurück. Hier führte er naturwissenschaftliche Studien unter anderem mit Seidenraupen durch.

## Schriften (Auswahl)
- Travels through Sweden, Finland and Lappland, to the North Cape, in the years 1798 and 1799. London, 1802 (2 Bde.)

Deutsche Ausgabe: Acerbi, Joseph: Reise durch Schweden und Finnland, bis an die äußersten Gränzen von Lappland, in den Jahren 1798 und 1799. Aus dem Englischen übersetzt von Ch. Weyland. Nebst berichtigenden Bemerkungen eines sachkundigen Gelehrten. Berlin, Vossische Buchhandlung, 1803. Magazin von merkwürdigen neuen Reisebeschreibungen, 26. Band (im gleichen Jahr und im gleichen Verlag unverändert auch als 2. Band der Reihe Neues Magazin von merkwürdigen Reisebeschreibungen erschienen).
Reise Durch Schweden Und Finnland, Reproduktion der Ausgabe aus dem Jahr 1803, ISBN 978-1-294-37729-0
- Studj e lavori fatti in Egitto intorno la spiegazione de' geroglifi da' viaggiatori e principalmente dalla Commissione franco-toscana sotto la direzione del celebre M. Champollion minore. In: Biblioteca Italiana di scienze ed arti. Tomo LVI. Milano 1829.
- Descrizione della Nubia e dell'Egitto monumentale secondo le scoperte del sig. Vhampollion. In: Bibliotheca italiana. (wie vor), Tomo LIX, Milano 1830.
- Materiali per servire ai progressi della geografia dell'Africa centrale. 1840

## Musikalische Kompositionen (Auswahl)
- Concerto per clarinetto e cembalo [Konzert für Klarinette und Cewmbalo] Das Werk wurde vom Flötisten Alessio Bacci, Professor am Conservatorio Puccini in La Spezia, revidiert und mit Anmerkungen versehen. 1999 wurde es beim Musikverlag Tetraktys in Livorno publiziert.[4]
- Tre duetti per flauto traverso [Drei Duette für Querflöte], Francesco Acerbi gewidmet[5] Die Duetti wurden von dem Flötisten Gregorio Bardini mit Anmerkungen versehen und 1996 beim Musikverlag Orpheus in Bologna publiziert[6]
- Tre canzoni con accompagnamento di pianoforte [Drei Kanzonen mit Klavierbegleitung], einem Signore Belotti gewidmet[7]
- Drei italienische Terzetti für Gesangsstimmen mit Begleitung von Klavier oder Harfe, der Countess of Besborough gewidmet[8]
- Sonata. Studio per violino e pianoforte[1]
- Drei Quartette für Klarinette, Violin, Viola und Violoncello I B-dur II Es-dur III B-dur.[1]
- Streichquartett[1]
- L'addio. Andante per cembalo, komponiert in Stockholm 1800[1]
- Rondeau per cembalo[1]
- Sonata per piano[1]
- L’Invocazione del sole alla mezza notte in Lapponia [Anrufung der Sonne um Mitternacht in Lappland], für drei Männerstimmen, 1799.[1]
- Tu vuoi ch'io viva oh core, für Gesangsstimme und Orchester[1]
- E non deggio rivederti mai più / Va ti consola, Rezitativ und Duett für zwei Gesangsstimmen und Orchester. Das Werk wurde bei einem Wohltätigkeitskonzert am 29. Dezember 1799 in Stockholm aufgeführt.[1]
- Ah quanto è dolce all’alma, Kavatine für Gesangstimme und Orchester[1]
- Meco già Niside, Arie für Tenor und Harfe, 1811[1]
- Militärmarsch für die regulären Truppen des Vizekönigs von Ägypten, Alexandria. 13. Mai 1830.[1]